# Stenotarsus nigriclavis
Stenotarsus nigriclavis es una especie de coleóptero de la familia Endomychidae.

## Distribución geográfica
Habita en Japón.